# Udárnik

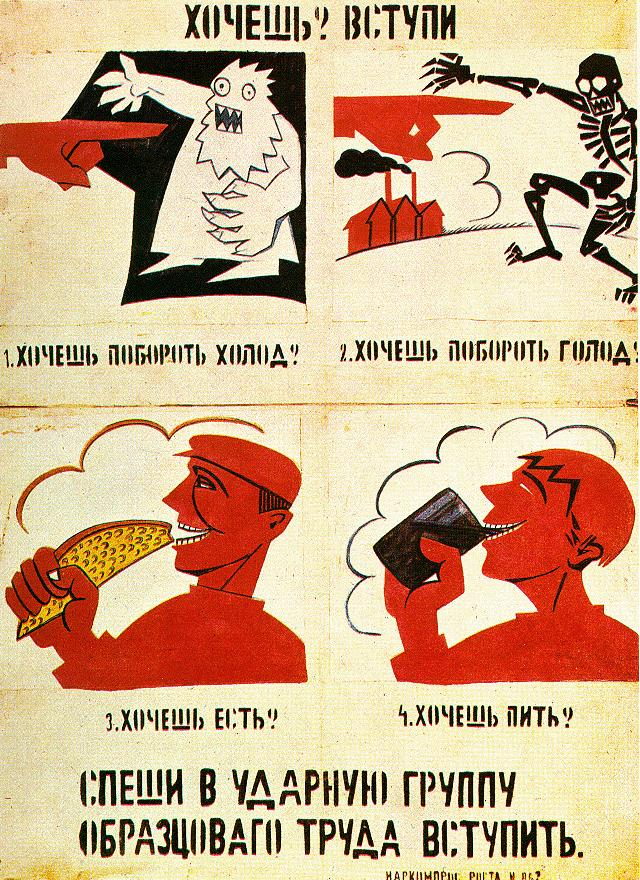
Cartel de agitprop de Vladimir Mayakovski: «¡Date prisa para unirte a las brigadas de choque!» - ¿Lo quieres? Entonces únete. 1. ¿Quieres vencer al frío? 2. ¿Quieres vencer el hambre? 3. ¿Quieres comer? 4. ¿Quieres beber? Date prisa, únete al grupo laboral ejemplar avanzado.

El término udárnik (ruso: уда́рник, IPA:  [ʊˈdarnʲɪk]; conocido en español como trabajador de choque o trabajador de huelga (ruso: ударник/забастовщик) se refería a un trabajador altamente productivo en la Unión Soviética, el Bloque del Este y otros países comunistas. El término deriva de la expresión «udarny trud» para «trabajo superproductivo y entusiasta».
En la Unión Soviética, el término estaba vinculado a Trabajador de choque del trabajo comunista (Ударник коммунистического труда), un título honorífico soviético, así como a Alekséi Stajánov y el movimiento que lleva su nombre. Sin embargo, la terminología de trabajadores de choque también se ha utilizado en otros estados socialistas, sobre todo en la República Popular China, Corea del Norte, la República Popular de Bulgaria y la República Federativa Socialista de Yugoslavia.
Los trabajadores de choque soviéticos no siempre eran necesariamente ciudadanos de la URSS, ya que una líder sindical y comunista británica, Jessie Eden, fue elegida en la planta automotriz de Stalin (más tarde rebautizada como ZiL Automotive).
La ideología detrás de la promoción del trabajo de choque era que, a través de la emulación socialista, el resto de la fuerza laboral aprendería de la vanguardia.

## En Polonia
En la República Popular de Polonia, un título similar era przodownik pracy (traducido como «trabajador modelo»), un calco de otro término soviético/ruso peredovik proizvodstva, literalmente «líder en producción», que también era un título formal de mérito. Visto como la versión polaca del movimiento estajanovista, los trabajadores polacos famosos a los que se les dio el título de przodownik pracy incluían a Piotr Ożański y especialmente al «polaco Stakhanov» Wincenty Pstrowski, un minero que en 1947 logró una eficiencia esperada del 270 por ciento por mes. Más tarde, Pstrowski murió debido a una intervención dental mal realizada, pero en la opinión popular (y en la propaganda oficial), se debió a un agotamiento mortal.

## En Checoslovaquia
En la República Socialista Checoslovaca, un udarnik se llamaba úderník (con una pronunciación ligeramente diferente en checo y eslovaco). Los Úderníci eran trabajadores de élite que excedieron sus cuotas de trabajo y fueron utilizados por el partido como propaganda. Este incumplimiento de las cuotas de producción, aunque generalmente real y con frecuencia alcanzando alturas asombrosas del orden de varios cientos por ciento, se logró a costa de una calidad deficiente, la falta de normas de seguridad laboral y la falta de preocupación por la salud personal. Lo que es más importante, los úderníci generalmente no realizaban ninguna tarea menor exigida por los estándares laborales que se suponía que debían seguir. Estas tareas fueron realizadas por otros trabajadores, pero este trabajo contaba para la cuota del úderník.